# بالیکلی
بالیکلی (انگلیسی: Balykly) یک شهرک در شهرستان فیودوروفسکی استان باشقیرستان کشور روسیه است.